# Talavera sharlaa
Talavera sharlaa là một loài nhện trong họ Salticidae.
Loài này thuộc chi Talavera. Talavera sharlaa được Dmitri Viktorovich Logunov & Torbjörn Kronestedt miêu tả năm 2003.